# Kärgeräs
Kärgeräs je páté studiové album black metalové skupiny Root. V roce 2001 vyšlo album společně s albem Hell Symphony. Na albu je jeden bonus - Prohibition.

## Seznam skladeb
1. Lykorian
2. Kärgeräs Prologue
3. Kärgeräs
4. Prophet's Song
5. Rulbrah
6. Rodaxx
7. Old Man
8. Old Woman
9. Equirhodont - Grandiose Magus
10. Dygon - Monstrosity
11. Trygän - Sexton
12. Dum Vivimus, Vivamus

## Album bylo nahráno ve složení
- Jiří Valter aka Big Boss – zpěv
- Petr Hošek (Blackie) – kytara
- René (Evil) Kostelňák – bicí nástroje